# Sigmund von Reischach

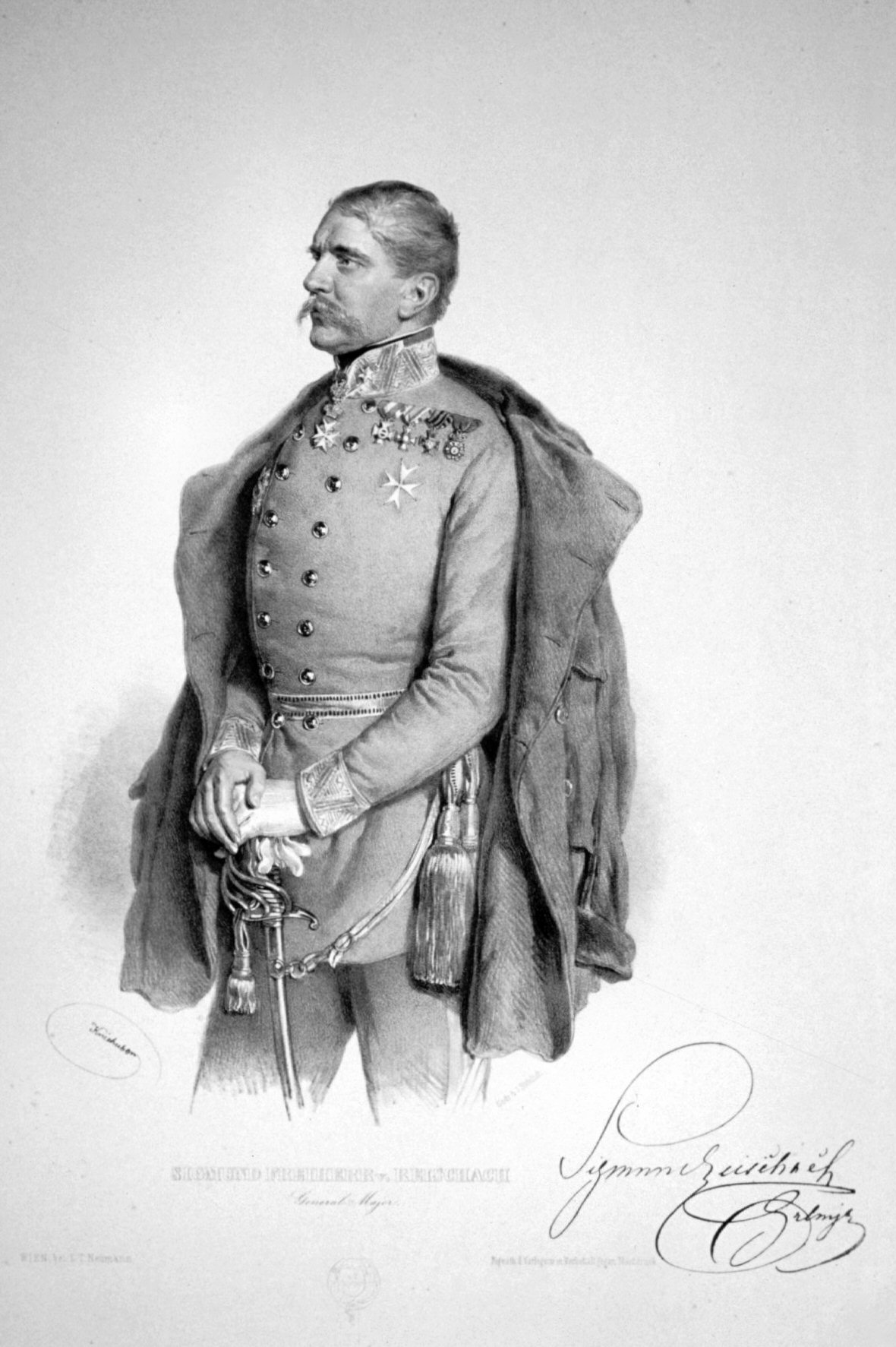
Sigmund von Reischach Litho

Sigmund (Sigismund) Freiherr von Reischach (* 10. Februar 1809 in Wien; † 13. November 1878 ebenda) war ein k. k. Kämmerer, Geheimer Rat, Feldzeugmeister, Theresienritter und Inhaber des Infanterieregiments Nr. 21 sowie Bailli, Gesandter und Bevollmächtigter Minister des Malteserordens am kaiserlichen Hof zu Wien.

## Herkunft und Familie
Sigmund entstammte der altadeligen Familie Reischach und war der drittgeborene Sohn des k. k. Feldmarschallleutnants (6. November 1830) und Obersthofmeisters Erzherzogs Ludwig, Judas Thaddäus (* 8. Dezember 1776; † 12. Mai 1839) aus dessen Ehe mit Maria Caroline Gräfin Kollonitz von Kollograd* (* 26. März 1769; † 29. Juli 1826). Er blieb unverheiratet und kinderlos.

## Biographie

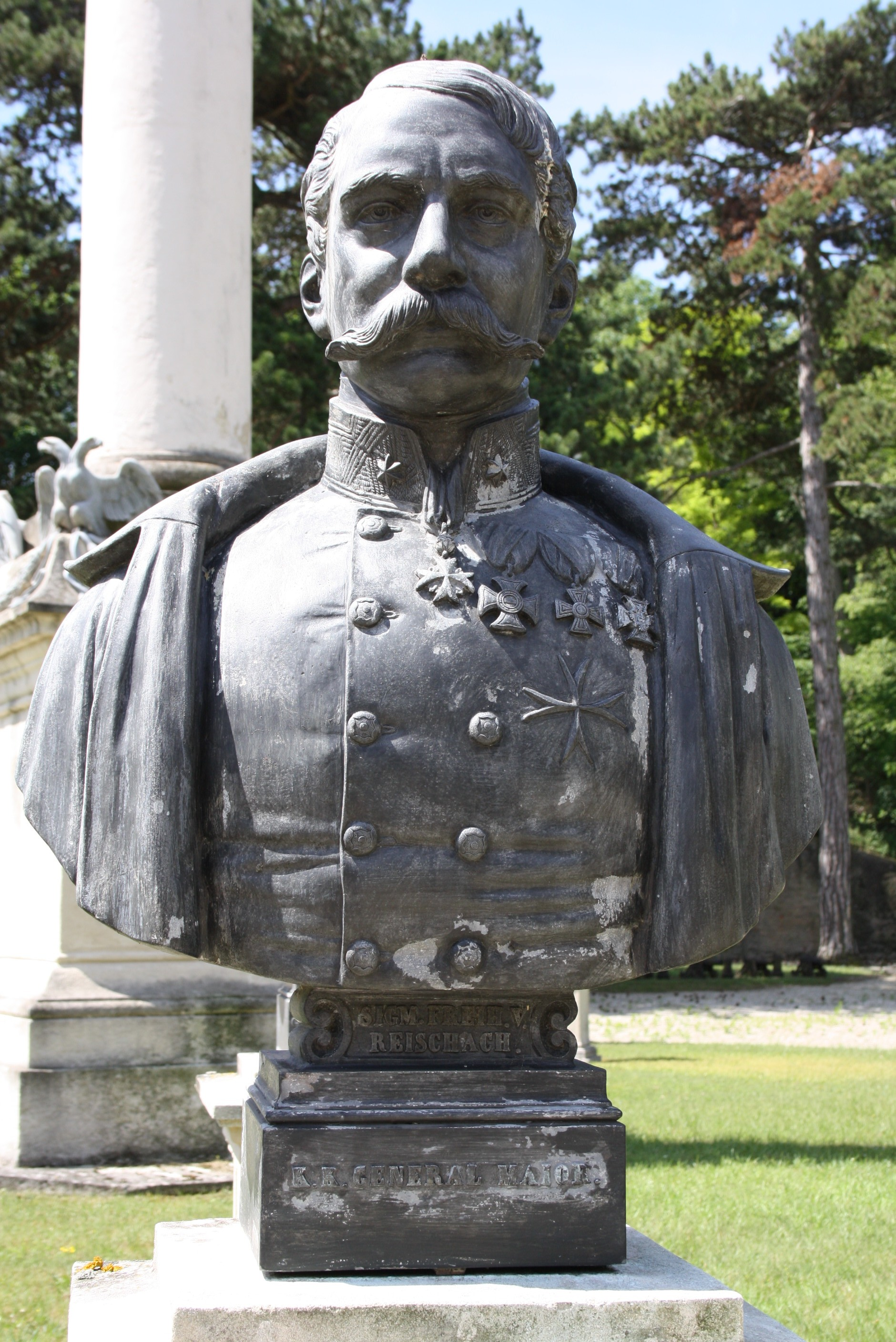
Büste des Sigismund Freiherrn von Reischach, Gedenkstätte Heldenberg

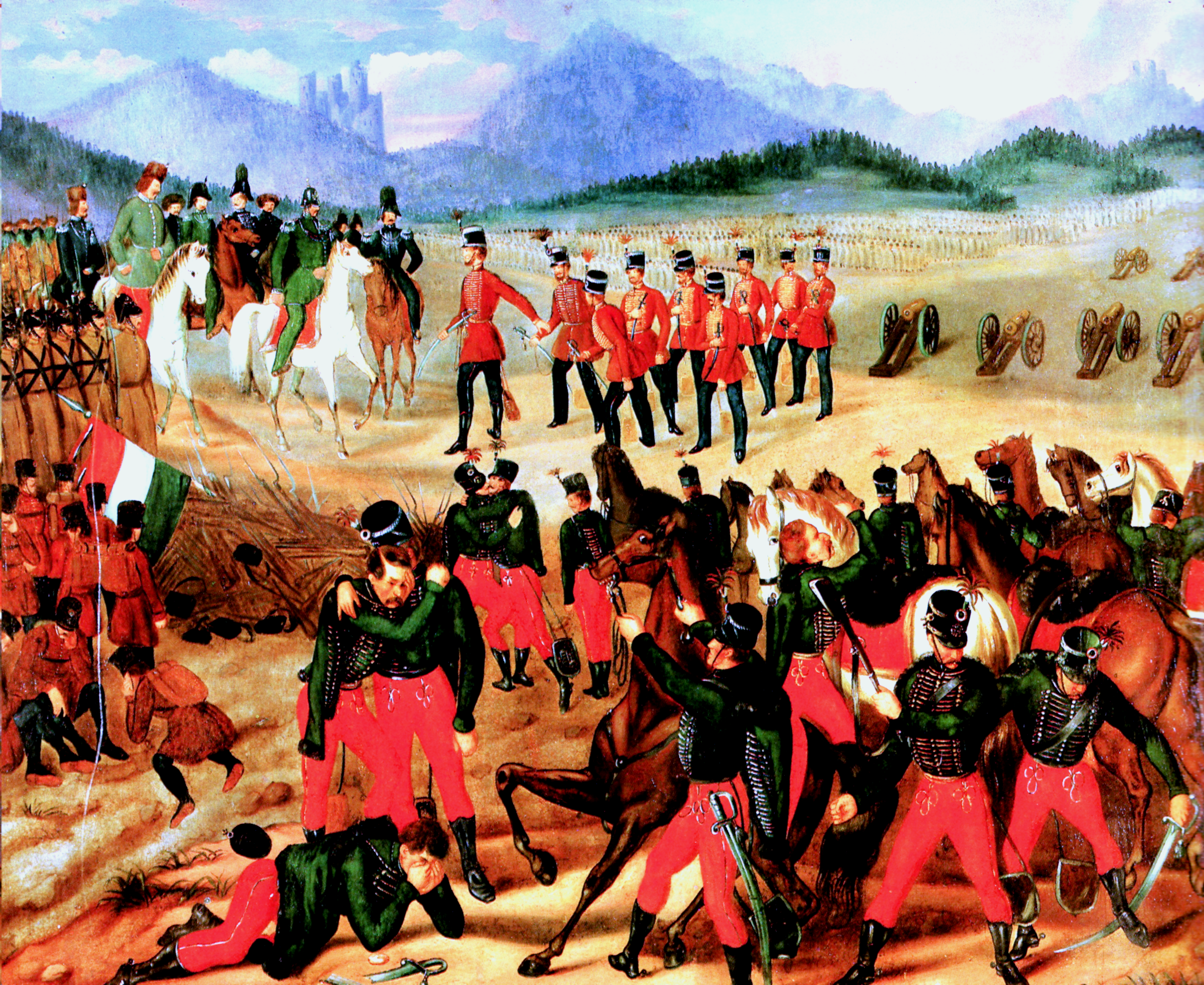
Kapitulation der ungarischen Armee bei Világos, 1849

Reischach trat im Jahr 1828 als Unterleutnant in das 4. Jägerbataillon ein. Im März 1831 zum Oberleutnant beim Infanterie-Regiment Graf Haugwitz Nr. 38, und im September 1835 zum Hauptmann 1. Klasse bei der Kaiser-Alexander-Infanterie befördert, war der schon früher zum Johanniterordensritter ernannte Baron im Jahre 1837 zum k. k. Dienstkämmerer ernannt, und in letzterer Eigenschaft vielseitig verwendet worden. So war er dem sizilianischen König Ferdinand II. sowie dem russischen Thronfolger Alexander während ihres Aufenthaltes in Wien zugeteilt worden, dann zur Thronbesteigung von Königin Victoria von England nach London, und zur Vermählung des russischen Thronfolgers nach St. Petersburg entsendet worden. Er erhielt im Jahr 1836 das Ritterkreuz des königlich sizilianischen St.-Ferdinand-Verdienstordens, 1839 den kaiserlich russischen St. Wladimir-Orden 4. Klasse, und das Komturkreuz des Johanniterordens.
Am 18. Juni 1841 zum Major im Infanterieregiment Baron Paumgartten Nr. 21 befördert und im Oktober desselben Jahres ins Infanterieregiment Nr. 15 transferiert, gleichzeitig mit dem kaiserlich russischen St.-Stanislaus-Orden 2. Klasse ausgezeichnet, rückte er in demselben am 9. September 1844 zum Oberstleutnant vor. Am 11. September 1846, im Alter von erst 37 Jahren, wurde er zum Oberst und Kommandanten des Prohaska-Infanterieregiments Nr. 7 ernannt, mit welchem er am italienischen Feldzug von 1848 und 1849 teilnahm und bereits in den Straßenkämpfen von Mailand und in der Schlacht von Santa Lucia seine Tapferkeit bewies.
Seine Waffentat bei Santa Lucia wurde durch jene bei Montanara am 29. Mai 1848 noch übertroffen. Montanara war stark befestigt und vor dem Eingang durch eine mit fünf Geschützen versehene Feldschanze verteidigt. Alle Angriffe hatte der Gegner zurückgewiesen, bis es einer Abteilung seines Regiments gelungen war, den Friedhof zu erstürmen und sich dort festzusetzen. Von da aus nahm nun der Oberst mit einer Sturmkolonne Haus um Haus, und im erbitterten Handgefecht und unter heftigem Feuer des Gegners den ganzen Ort, machte über 120 Gefangene, erbeutete drei Fahnen nebst vielen hundert Waffen und Gewehren. Für diese Heldentat, welche dem Heer einen höchst wichtigen Stützpunkt für die Erringung des Sieges bot, wurde er auf Antrag des Ordenskapitels zum Ritter des Maria-Theresien-Ordens ernannt. Ebenso tapfer focht der Offizier im Treffen bei Goito und bei der Erstürmung von Vicenza, wo er verwundet wurde, was ihn nicht hinderte, noch an den Tagen bei Sona, Sommacampagna und Custozza sowie am Gefecht vor Mailand mit seinem Regimente höchst ehrenvollen Anteil zu nehmen.

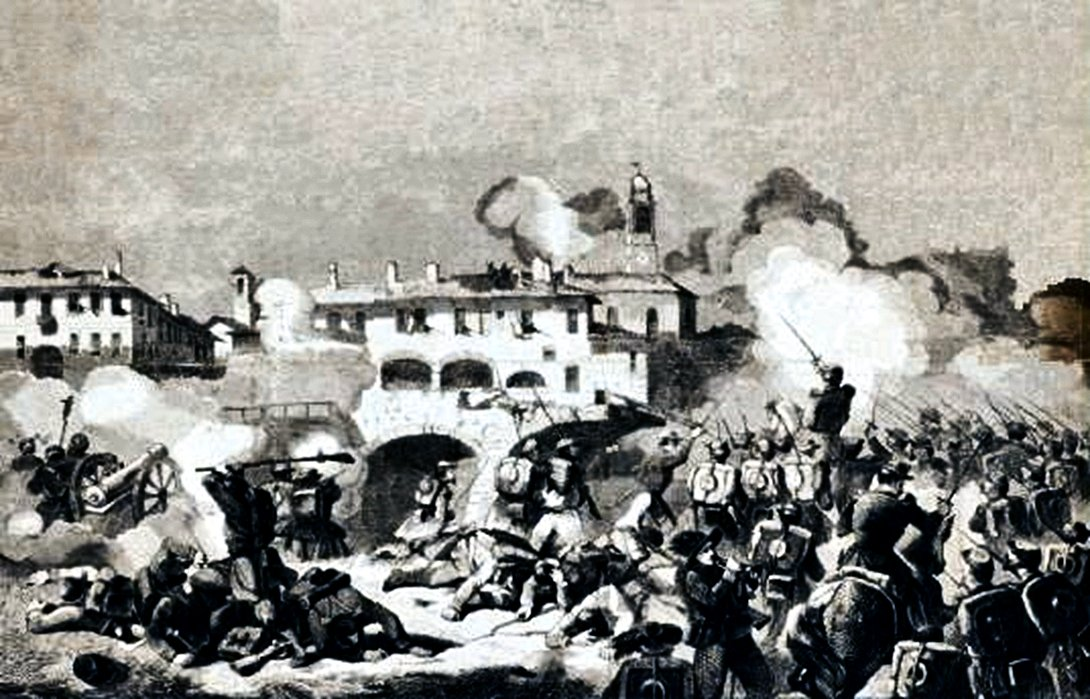
Schlacht bei Magenta, 1859

Nach dem siegreichen zweiten Feldzug gegen Piemont wurde Reischach am 30. April 1849 zum Generalmajor befördert und erhielt eine Brigade beim 1. Armeecorps in Ungarn. Auch während des ungarischen Feldzugs zeichnete er sich im Jahr 1849 durch persönliche Tapferkeit und entschlossene Führung seiner Truppen aus, insbesondere vor Komorn am 2. Juli, wo er, auf dem linken Flügel des 1. Armeecorps längs der Donau vorrückend, trotz Gegenbefehls, die feindlichen Schanzen auf dem Sandberg nahe dem Brückenkopf angriff und in kurzer Zeit drei Schanzen nahm, drei Geschütze und einen Mörser erbeutete und an die 60 Gefangene machte. In gleicher Weise zeichnete er sich im Gefecht bei Dreispitz aus. Bei den ferneren Ereignissen wurde dieses ausgezeichnete Korps bis zur Kapitulation der Ungarn unter General Artúr Görgey nach der Schlacht bei Világos am 13. August des Jahres sehr effektiv eingesetzt. Als Beweis der allerhöchsten Anerkennung seiner Verdienste wurde der Offizier mit dem k. k. Militärverdienstkreuz, dem kaiserlich russischen St.-Annen-Orden 1. Klasse sowie mit mehreren weiteren auswärtigen hohen Orden dekoriert und am 9. November 1853 zum Feldmarschalleutnant unter gleichzeitiger Ernennung zum Divisionär beim 6. Armeecorps ernannt.
Weiters zeichnete ihn der Kaiser am 30. Januar 1857 durch die Verleihung des Infanterieregiments Nr. 21 aus. Im Italienfeldzug von 1859 trieb die Division Reischach die französische Garde dreimal über den Naviglio zurück. Der General wurde in der Schlacht bei Magenta schwer verwundet und danach mit dem Komturkreuz des Leopoldordens ausgezeichnet. Noch während des Feldzugs zum Kommandanten des 13. Korps ernannt und am 9. September 1859 in Disponibilität versetzt, wurde ihm am 20. Dezember des Jahres die Würde eines Geheimen Rats verliehen.
Der k. k. Kämmerer, Inhaber des Großkreuzes und Komtur des Malteserordens trat am 24. Juni 1862 auf eigenen Wunsch in den Ruhestand und wurde noch am 28. Februar 1873 mit dem Titel eines Feldzeugmeisters ad honores geehrt.
In der Gedenkstätte Heldenberg steht auch für ihn bei den Büsten der Persönlichkeiten des Italienfeldzugs 1848–1849 ein Monument, das ihn in seinem damaligen Rang eines Obersten zeigt.

## Auszeichnungen

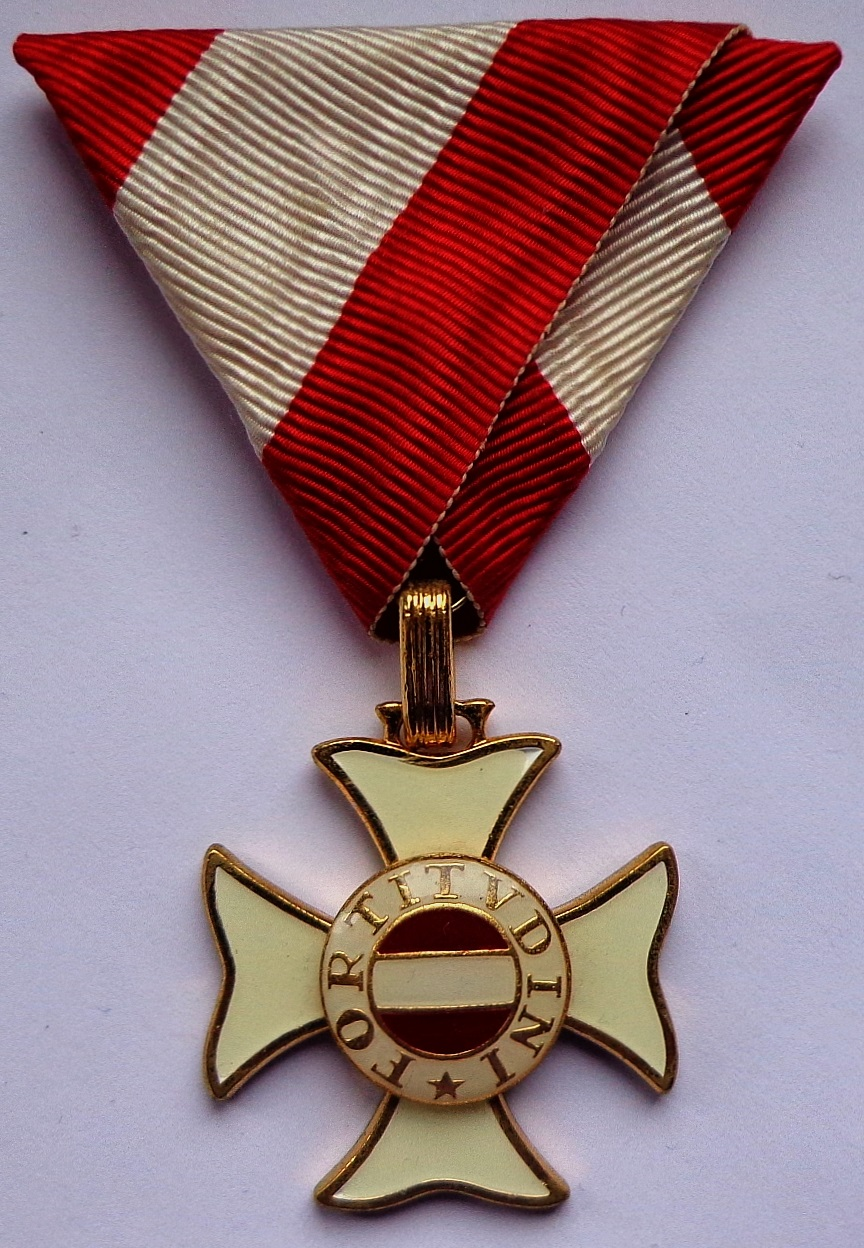
Ritterkreuz des Militär-Maria-Theresien-Ordens

Zusammenfassung einer Auswahl seiner Orden:
- Ritterkreuz des Militär-Maria-Theresia-Ordens
- Komturkreuz des Österreichischen Leopold-Ordens
- K. k. Militärverdienstkreuz (KD.)
- Kaiserlich russischen St.-Anna-Orden 1. Klasse
- Kaiserlich russischer Sankt-Stanislaus-Orden 1. Klasse mit Schwertern (1849)
- Kaiserlich russischer Orden des Heiligen Wladimir IV. Klasse (1839)
- Großkreuz des Souveränen Malteserordens
- Komturkreuz des Johanniterordens, 1839
- Ritterkreuz des königlich sizilianischen St.-Ferdinand-Verdienstordens, 1836

## Wappen

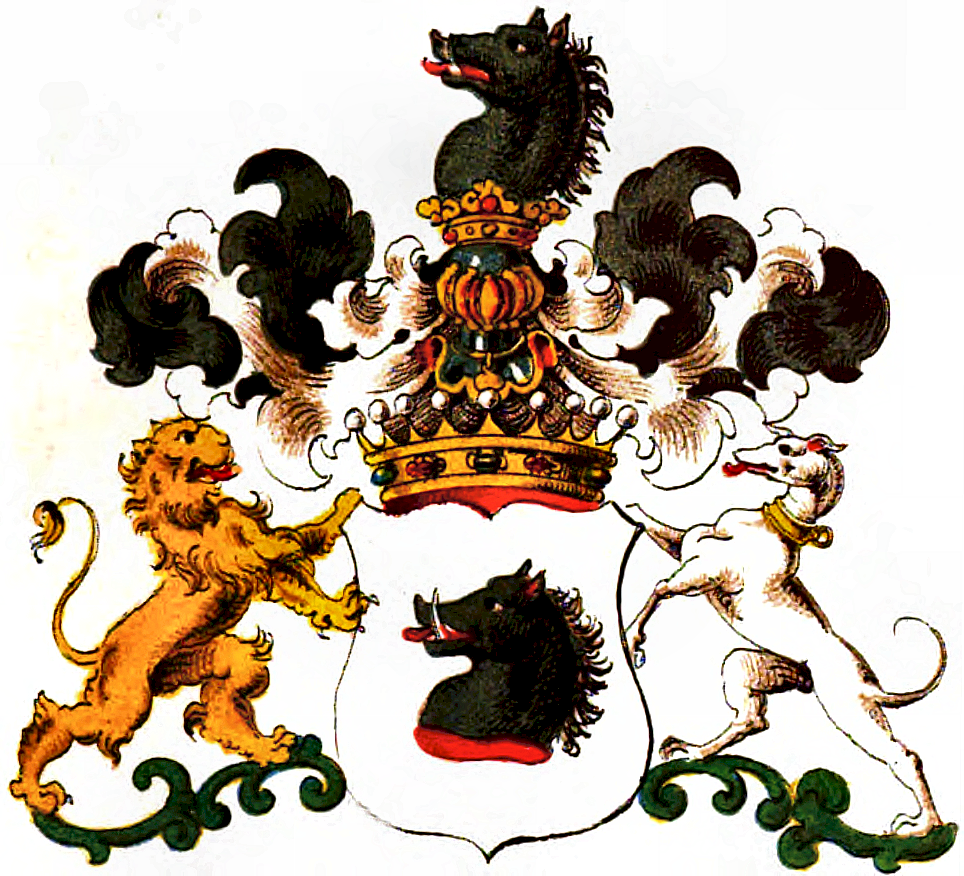
Wappen der Grafen von Reischach

1724: In silbernem Schild der Kopf und Rumpf eines schwarzen Eberkopf mit goldenem Borstenkamm, silbernen Fangzähnen und rotausgeschlagener Zunge. Dieser Kopf und Hals wiederholt sich auf dem gekrönten, offenen Helm mit schwarz-silberner Decke wachsend. Das rechts abgebildete gräfliche Wappen von 1810 ist mit dem freiherrlichen identisch, nur führt letzteres eine fünfperlige Krone. Eigentlich ist das gräfliche Wappen laut Wurzbach quadriert.